# Серков, Владимир Иванович
Владимир Иванович Серков (1843—1912) — архитектор Главного артиллерийского управления, академик Императорской Академии художеств.

## Биография
Окончил курс Императорской Академии художеств. Получил малую серебряную медаль Академии художеств (1867). Аттестован на звание неклассного художника (1869). Получил звание академика архитектуры.
Архитектор Главного артиллерийского управления Военного министерства Российской империи.

## Проекты и постройки
- Доходный дом В. А. Абаза. Чайковского ул., 26 (1873—1874)[3];
- Жилой дом Сергиевского собора. Чайковского ул., 25 (1883—1884)[4];
- Здание бань Охтинского порохового завода (перестройка). Ириновский пр., 343А (1889—1893)[5];
- Офицерский корпус Михайловской артиллерийской академии. Ул. Комсомола, 22—24 (?); ул. Академика Лебедева, 16, 18, 20 ? 1893—1897;
- Офицерский корпус Михайловского артиллерийского училища. Комплекс казарм Михайловского артиллерийского училища. Академика Лебедева ул., 16—20 (1892—1900)[6][7][8][9][10];
- Здание Михайловской артиллерийской академии. Комсомола ул., 18—20 (1893—1897)[11].